# میاموتو موساشی (رمان)
میاموتو موساشی (به ژاپنی: 宮本武蔵) یا موساشی، یک رمان ژاپنی حماسی نوشته ایجی یوشیکاوا، دربارهٔ زندگی و اعمال شمشیرباز افسانه‌ای ژاپنی میاموتو موساشی (شینمن تاکه‌زو) است.
این کتاب به دنبال شینمن تاکه‌زو است که پس از نبرد سکیگاهارا شروع می‌شود و رشد شخصیت او را تصویر می‌کشد. این داستان زندگی او را پس از آن دنبال می‌کند که راهب تاکوآن سوهو او را مجبور می‌کند تا خود را به عنوان «میاموتو موساشی» دوباره از نو بسازد. او در سراسر ژاپن پرسه می‌زند و دانش‌آموزان جوان را آموزش می‌دهد، با سامورایی‌ها و مدارس هنرهای رزمی درگیر می‌شود و راه خود را در زندگی عاشقانه‌اش پیدا می‌کند. این یک رمان تاریخی است که توسط ایجی یوشیکاوا نوشته شده اما بسیاری از محتواها، مانند وجود معشوقه دوران جوانی «اوتسو» و دوست صمیمی او «ماتاهاچی» یا برخورد او با راهب مشهور فرقه رینزای، تاکوآن سوهو تخیلی است. همچنین در رمان آمده است که او در نبرد سکیگاهارا طرفدار خاندان تویوتومی بوده است اما به احتمال زیاد موساشی تاریخی به همراه پدرش شینمن مونیسای به عنوان بخشی از ارتش شرقی شرکت کرد. با این حال، تصویر میاموتو موساشی که از این رمان برگرفته شده بود، به گونه‌ای در بین عموم پخش شد که گویی یک واقعیت تاریخی است.
در ابتدا به عنوان یک سریال در روزنامه ژاپنی روزنامه آساهی بین سال‌های ۱۹۳۵ تا ۱۹۳۹ منتشر شد. در قالب کتاب مجدداً منتشر شد (اولین انتشار کامل توسط فومیکو یوشیکاوا در سال ۱۹۷۱). که مجموعه‌ای از چندین جلد است که در تعداد زیادی از نسخه‌های روزنامه گردآوری شده است. با فروش تخمینی ۱۲۰ میلیون نسخه،
این رمان یکی از پرفروش‌ترین کتاب‌های تاریخ است. تمام ۶ جلد از مارس ۱۹۴۹ - تا آوریل ۱۹۵۰، توسط انتشارات روکوکو چاپ شد. از آنجائیکه چاپ در این زمان تحت اشغال ژاپن بود. خود یوشیکاوا اصلاحات زیادی انجام داد، عمدتاً برای اینکه تحت سانسور فرماندهی عالی نیروهای متفقین قرار نگیرد. طبق شواهد سانسور شده نیروهای اشغالگر، بیشتر قسمت‌هایی که نیروهای اشغالگر قطعاً دستور حذف را می‌دادند، بازبینی و تکمیل شده‌اند. (طبق تحقیقات تاکئو کوابارا ja:桑原武夫، مطالب تجدید نظر شده عبارت بودند از:
1. تغییرات صرف در عبارات بدون ارتباط ایدئولوژیک (تقریباً نیمی از آنها اینگونه بودند)
2. "قتل" و "" نرم کردن تصویر "مرگ" مثال: "شکست دادن به دشمن" ← "به زانو درآوردن شخص مقابل" "من آن کسی نیستم که مثل مرده بود تبدیل به "من دیگر آن فردی نیستم که قرار بود مرکز کائنات باشم"
3. تصاویر جنگ و تهاجم مثال: "وقتی ملکه جینگو سه کره را فتح کرد" تبدیل شد به وقتی ملکه جینگو به کره سفر کرد"
4. بازنویسی کلمات فئودالیستی مثال: آدائوچی (انتقام از کشته شدن خویشاوند) تبدیل شده است به "تلافی"
5. حذف عبارات آشکار احترام به خانواده امپراتوری، از جمله حذف کل متون مربوط به فرمان‌های امپراتورهای متوالی توسط راهبان معبد ایسه

اساساً این همان چیزی است که از آن زمان تا کنون منتشر شده است.
ترجمه انگلیسی آن توسط چارلز سنفورد تری (مترجم) انجام شده است و دارای پیشگفتاری توسط ادوین او. در ایالات متحده توسط شرکت کودانشا آمریکا و در انگلستان و قاره اروپا توسط شرکت کودانشا اروپا توزیع شد.

## مقدمه
این رمان روایت داستانی از زندگی میاموتو موساشی، نویسنده کتاب پنج حلقه و مسلماً مشهورترین شمشیرباز ژاپنی است که تا کنون زندگی کرده است.
این رمان توسط چارلز اس. تری به انگلیسی، با پیشگفتار توسط ادوین او. ریشاور، منتشر شده توسط کودانشای بین‌المللی تحت شابک ‎۴-۷۷۰۰-۱۹۵۷-۲ ترجمه شده است.
این حماسه طولانی (بیش از ۹۰۰ صفحه، خلاصه شده، در نسخه انگلیسی) شامل هفت «کتاب» است که به شرح کارهای میاموتو موساشی می‌پردازد، که درست پس از نبرد سکیگاهارا آغاز می‌شود، پس از سفرهای او و بسیاری از افرادی که در زندگی او اهمیت پیدا می‌کنند و منجر به دوئل اوج خود با ساساکی کوجیرو در گانریوجیما (گانریو یا جزیره فونا) شد.
ظلم کوجیرو با ماهیت فداکاری موساشی در تضاد است.
موساشی در طول رمان مشهور می‌شود زیرا او هم در شمشیرزنی و هم در آگاهی به دنبال کمال است. او با ابداع سبک در شمشیرزنی ژاپنی، سبک استفاده همزمان از کاتانا و واکیزاشی را ابداع کرد، چیزی که در آن زمان در تاریخ ژاپن سابقه نداشت.
شانس، و همچنین تصمیم‌های بسیار متفاوت شخصیت‌ها در زندگی، به کتاب بعد فلسفی می‌بخشد که در پایان آن آشکار می‌شود.

## جزئیات انتشار
- Yoshikawa, Eiji (1935), Musashi (newspaper serial), Japan: Asahi Shimbun.
- ——— (July 1981), Musashi (hardcover), Trans. Charles S. Terry, United States: HarperCollins, ISBN 978-0-06-859851-0
- ——— (1993) [1981], Musashi (paperback), Trans. Charles S. Terry, Tokyo: Kodansha.
- ——— (May 1995), Musashi (hardcover), Trans. Charles S. Terry, Japan: Kodansha, ISBN 978-4-7700-1957-8.